# Cate Shortland
Cate Shortland, född 10 augusti 1968 i Temora, New South Wales, Australien, är en australisk regissör och manusförfattare.
Shortland har bland annat regisserat och skrivit långfilmerna Somersault (2004) och Lore (2012). Lore utspelar sig i Tyskland några dagar efter Andra världskrigets slut och följer en syskonskara vars föräldrar var nazister. Filmen vann Bronshästen för bästa film vid Stockholms filmfestival 2012 och blev uttagen som Australiens officiella bidrag till Bästa utländska film vid Oscarsgalan 2013. Shortland har även regisserat för TV och då avsnitt av TV-serierna Bad Cop, Bad Cop och Vårt hemliga liv.
I juli 2019 tillkännagavs Shortland som regissör för filmen Black Widow.
År 2009 gifte hon sig med filmskaparen Tony Krawitz och de har två adoptivbarn tillsammans.

## Filmografi i urval
- 2001–2003 – Vårt hemliga liv (TV-serie) (regi)
- 2002–2003 – Bad Cop, Bad Cop (TV-serie) (regi)
- 2004 – Somersault (manus och regi)
- 2012 – Lore (manus och regi)
- 2017 – Berlin Syndrome (regi)
- 2019 – SMILF (TV-serie) (regi)
- 2021 – Black Widow (regi)